# План наполеоновского вторжения в Англию
Планируемое вторжение Наполеона в Англию должно было состояться в начале войн третьей коалиции. Хотя оно так и не было осуществлено, тем не менее оно оказало большое влияние на британскую военно-морскую стратегию и укрепление побережья юго-восточной Англии. Попытка французов вторгнуться в Ирландию с целью дестабилизации Соединённого Королевства уже предпринималась в 1796 году. Первая «Английская армия» собралась на побережье Ла-Манша в 1798 году, но вторжение в Англию было отменено, так как Наполеон приложил все усилия на кампанию в Египте и войну против Австрии. В 1802 году был заключён Амьенский мир, и нападение вновь пришлось отменить. Очередной план вторжения был разработан императором Бонапартом в 1804 году. План предусматривал высадку морского десанта на Британские острова и окончательное покорение Великобритании. Однако после поражения французского флота под Трафальгаром и выступления войск Третьей коалиции Великая армия была вынуждена вести бои в Европе.

## История

### Приготовления
Когда в 1802 году Наполеон «помирился» с Великобританией, он получил огромную популярность в народе. Несмотря на то, что император заключил с Британскими островами мир в Амьене, недоверие между противниками сохранялось всё равно; из-за этого через год с новой силой разгорелась «новая» война; Наполеон даже начал приготовления по вторжению и завоеванию Англии через Ла-Манш.

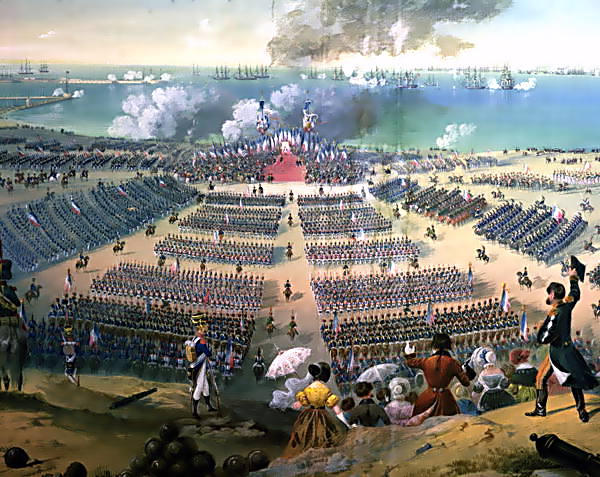
Смотр войск в Булони

С 1803 по 1805 год армия Наполеона из 200 000 человек, известная как Armée de l’Angleterre («Английская армия»), была собрана и прошла подготовку в лагерях в Булони, Брюгге и Монтрёйе. Была построена целая флотилия транспортов и гребных судов, которые были размещены во французских портах на побережье Ла-Манша и Нидерландах (которые тогда находились под французским господством). Эта флотилия изначально находилась под командованием энергичного Этьена Брюи, но вскоре он был вынужден вернуться в Париж, где умер от туберкулёза в марте 1805 года. Наполеон также всерьёз рассматривал возможность использования флотилии воздушных шаров для высадки десанта и назначил Мари Мадлен Софи Бланшар ответственной за воздушные перевозки, хотя она предупреждала, что предложенный план вторжения потерпит неудачу из-за неблагоприятных ветров.
Все эти приготовления требовали больших затрат. Для этой цели Франция в 1803 году уступила свои огромные североамериканские территории США в обмен на выплату 60 миллионов французских франков ($ 11 250 000 или £ 2 500 000), что больше Английских субсидий союзникам по третьей коалиции. Вся сумма была потрачена на планируемое вторжение.
Приготовления Наполеона, естественно, не прошли незамеченными, и Великобритания начала подготовку к отражению вторжения. Чтобы противостоять угрозе вторжения, на южном побережье Англии были построены так называемые «Башни Мартелло». В районах, располагавшихся ближе всех к Франции, были построены новые укрепления, а существующие были завершены или улучшены. Британские эскадры начали усиленную блокаду французских и испанских флотов, без которых было невозможно успешное осуществление плана Наполеона.

### Провал вторжения
Чтобы «Английская армия» могла свободно переправиться через Ла-Манш, Наполеону требовалось как-то отвлечь британский флот. План Наполеона состоял в том, что французский флот должен был прорвать британскую блокаду Тулона и Бреста и, угрожая напасть на Вест-Индию, оттянуть туда британский флот, защищавший Западные подходы. Объединённый франко-испанский флот должен был достигнуть Мартиники, а затем двинуться обратно в Европу, в то время как сухопутные войска в Ирландии должны были поднять восстание, разгромить ослабленные британские патрули в Ла-Манше и помочь в транспортировке «Английской Армии» через пролив Па-де-Кале.

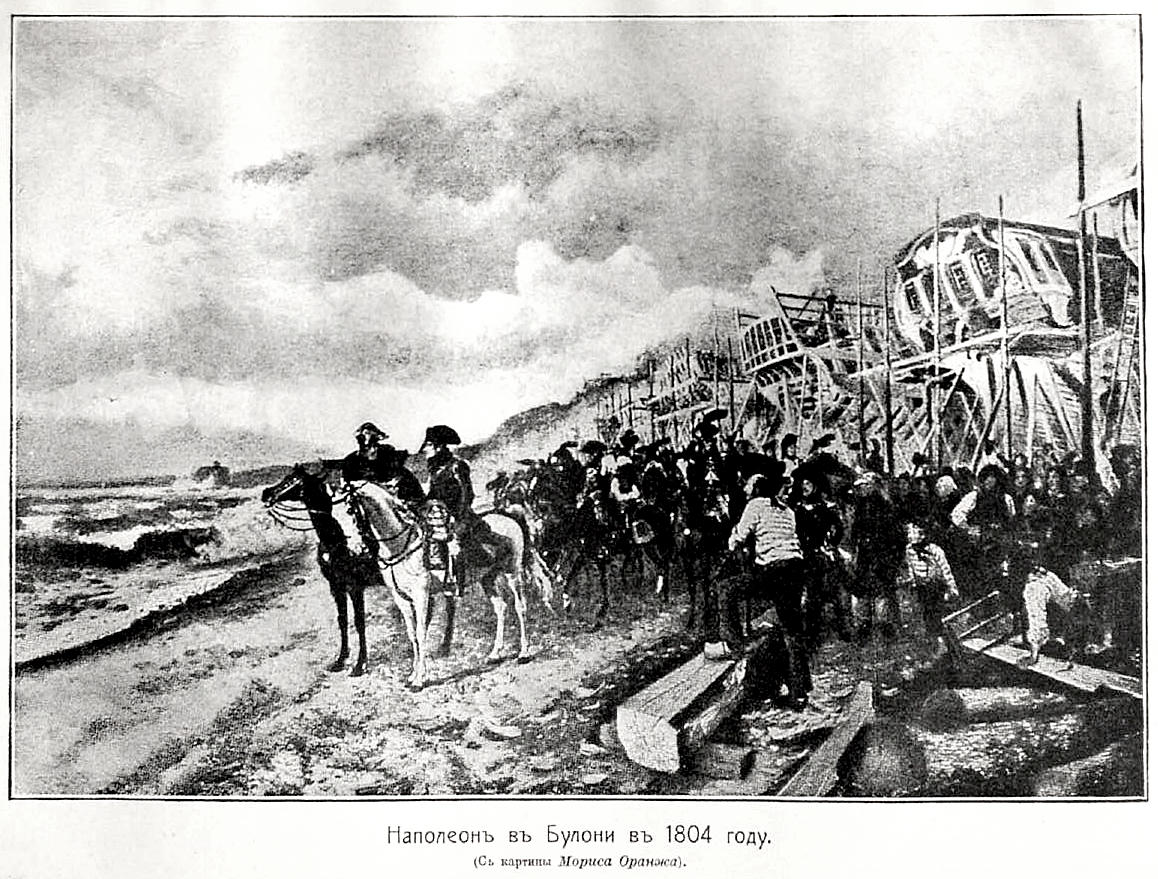
Иллюстрация из «Военной энциклопедии»

Сначала всё шло по плану. Вильнёв отплыл из Тулона 29 марта 1805 года с эскадрой из одиннадцати линейных кораблей, шести фрегатов и двух шлюпов. В Кадисе он прорвал британскую блокаду вице-адмирала Орда и соединился с эскадрой из шести испанских линейных кораблей под командованием адмирала Гравины. Объединённый флот отплыл в Вест-Индию, достигнув Мартиники 12 мая. Объединённый флот сумел избежать встречи с эскадрой Нельсона, отправившегося на его поиски, и, как и было задумано, отправился обратно в Европу. Но 22 июля 1805 года франко-испанский флот был перехвачен британской эскадрой вице-адмирала Роберта Кальдера и в результате последовавшего сражения потерял два корабля. После этого Вильнёв решил не продолжать свой путь к Бресту и вместо этого отправился в Кадис. Отплытие Вильнёва в Кадис разрушило все надежды Наполеона на организацию вторжения и высадку десанта в Англии.
Вместо этого его «Английская Армия», переименованная теперь в «Великую Армию», оставила Булонь 27 августа, чтобы противостоять угрозе со стороны Австрии и России. В ходе военных действий войска Бонапарта окружили под Ульмом армию, возглавляемую генералом Маком, и вынудили его сдаться в плен без сопротивления; вскоре Наполеон разбил русско-австрийские войска под Аустерлицем. Русские войска стали быстро отходить, а войскам Австрии пришлось заключить унизительный для себя мир. Наполеону не повезло лишь с одной победой адмирала Нельсона; в том сражении Нельсон разбил французско-испанский флот в битве у мыса Трафальгар; эта победа утвердила британское господство на море и окончательно ликвидировала угрозу французов высадить на Британские острова свой десант.

## Армия Берегов Океана
Состав Армии Берегов Океана на 1 января 1805 года.
Лагерь в Сент-Омере:
Командующий — маршал Николя Сульт
- 1-я пехотная дивизия (командир — дивизионный генерал Луи Сент-Илер)

- 2-я пехотная дивизия (командир — дивизионный генерал Доминик Вандам)

- 3-я пехотная дивизия (командир — дивизионный генерал Александр Легран)

- 4-я пехотная дивизия (командир — дивизионный генерал Луи-Габриэль Сюше)
- кавалерийская дивизия (командир — дивизионный генерал Жан-Жозеф д’Опуль)

Лагерь в Брюгге:
Командующий — маршал Николя Даву
- 1-я пехотная дивизия (командир — дивизионный генерал Николя Удино)

- 2-я пехотная дивизия (командир — дивизионный генерал Луи Фриан)

- 3-я пехотная дивизия (командир — дивизионный генерал Этьен Гюден)
- кавалерийская дивизия (командир — дивизионный генерал Фредерик Вальтер)

Лагерь в Монтрёе:
Командующий — маршал Мишель Ней
- 1-я пехотная дивизия (командир — дивизионный генерал Пьер Дюпон де л’Этан)

- 2-я пехотная дивизия (командир — дивизионный генерал Жан-Пьер Малер)

- 3-я пехотная дивизия (командир — дивизионный генерал Луи-Анри Луазон)
- кавалерийская дивизия (командир — дивизионный генерал Жак Тийи)

Лагерь в Бресте:
Командующий — маршал Пьер Ожеро
- 1-я пехотная дивизия (командир — дивизионный генерал Жак Дежарден)

- 2-я пехотная дивизия (командир — дивизионный генерал Морис Матьё)
- 3-я пехотная дивизия (командир — дивизионный генерал Жан-Пьер Боне)

Лагерь в Утрехте:
Командующий — дивизионный генерал Огюст Мармон
- 1-я пехотная дивизия (командир — дивизионный генерал Жан Буде)

- 2-я пехотная дивизия (командир — дивизионный генерал Эмманюэль Груши)

- 3-я пехотная дивизия (командир — генерал-лейтенант Жан-Батист Дюмонсо)
- кавалерийская дивизия (командир — бригадный генерал Франсуа Герен д’Этокиньи)

## Критика
Некоторые учёные[уточнить] считают, что в случае успеха высадки Наполеона он вместе со всей армией мог быть блокирован в Англии британским флотом.

## Пропаганда и карикатура
Считается[кем?], что именно в 1805 году, во время подготовки вторжения, англичане впервые применили пропаганду. Сатирические рисунки высмеивали амбиции Наполеона и слабость французского флота. Широким тиражом были распространены карикатуры, нарисованные Джеймсом Гилреем, изображавшие голову Наполеона, насаженную на вилы английским крестьянином.

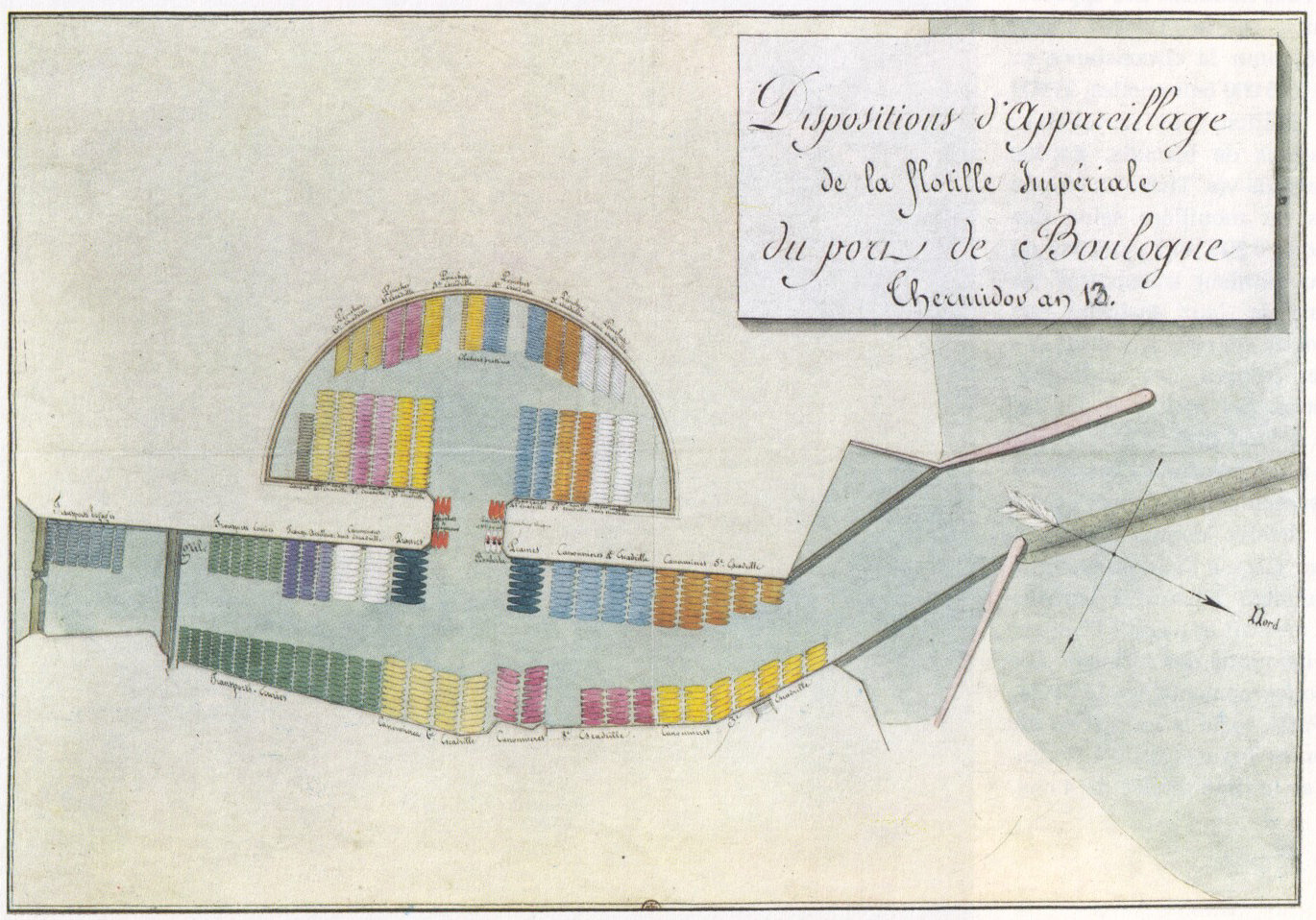
Дислокация французских кораблей
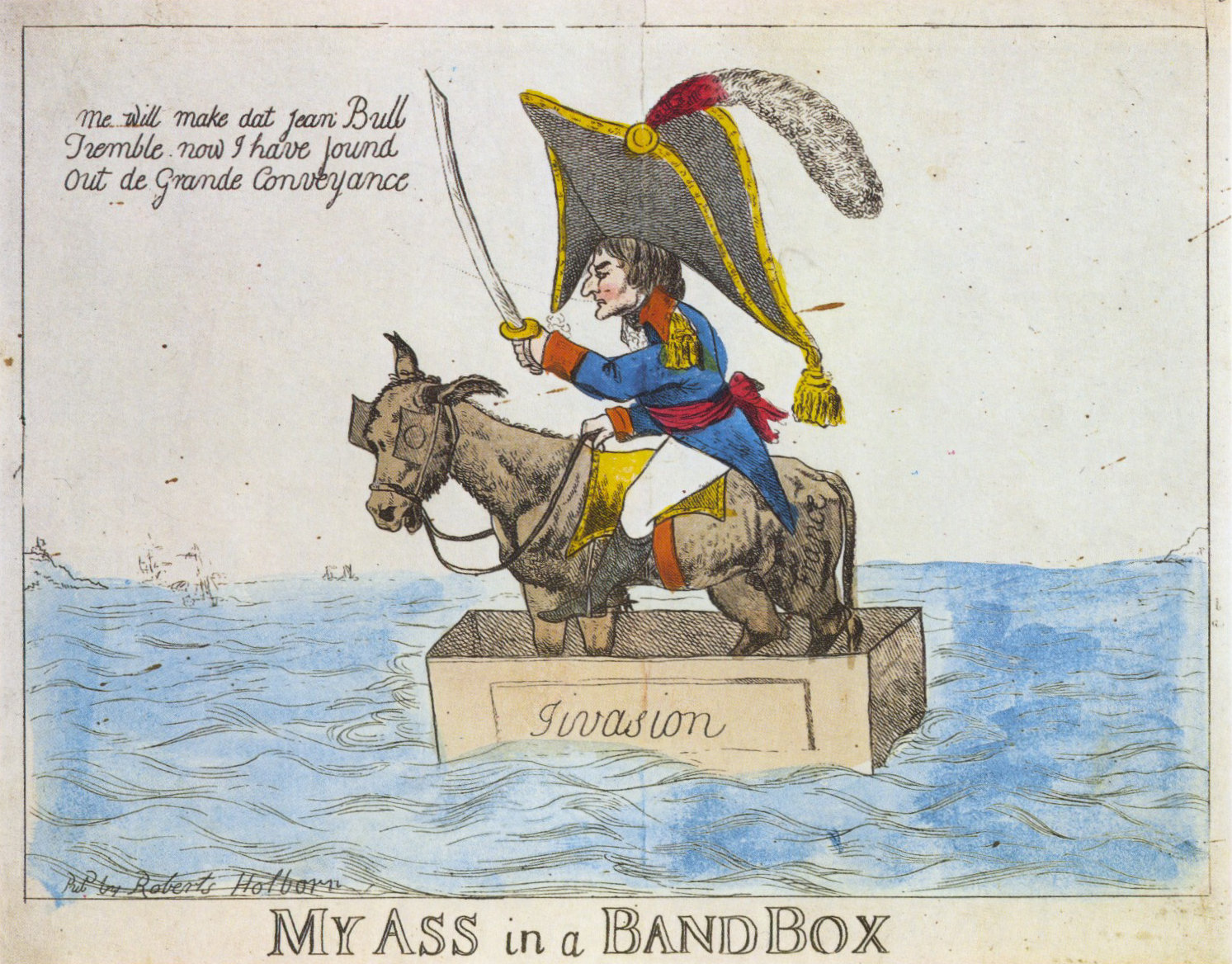
Британская карикатура: Наполеон верхом на осле плывёт в Англию
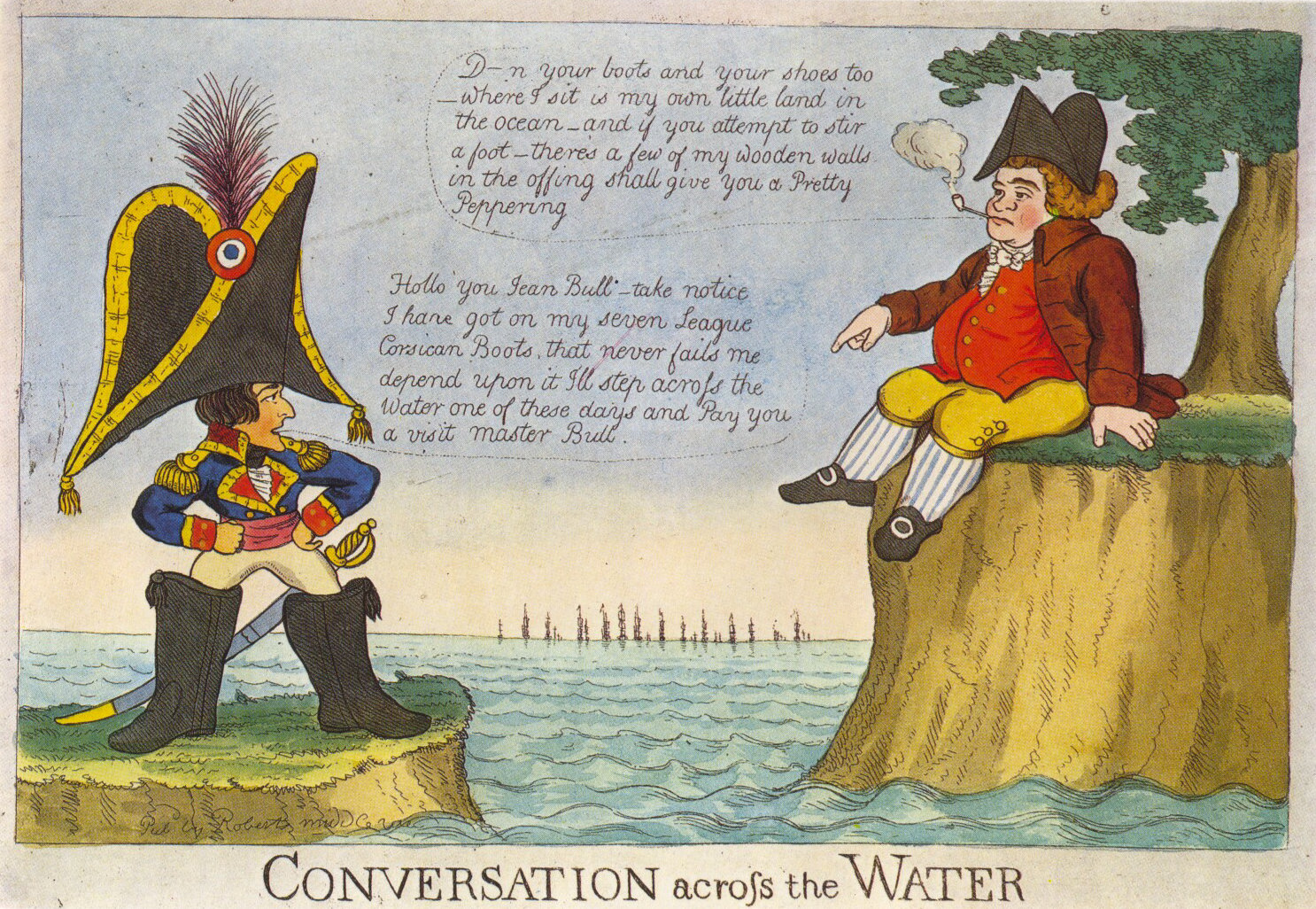
Джон Булль разговаривает с Наполеоном
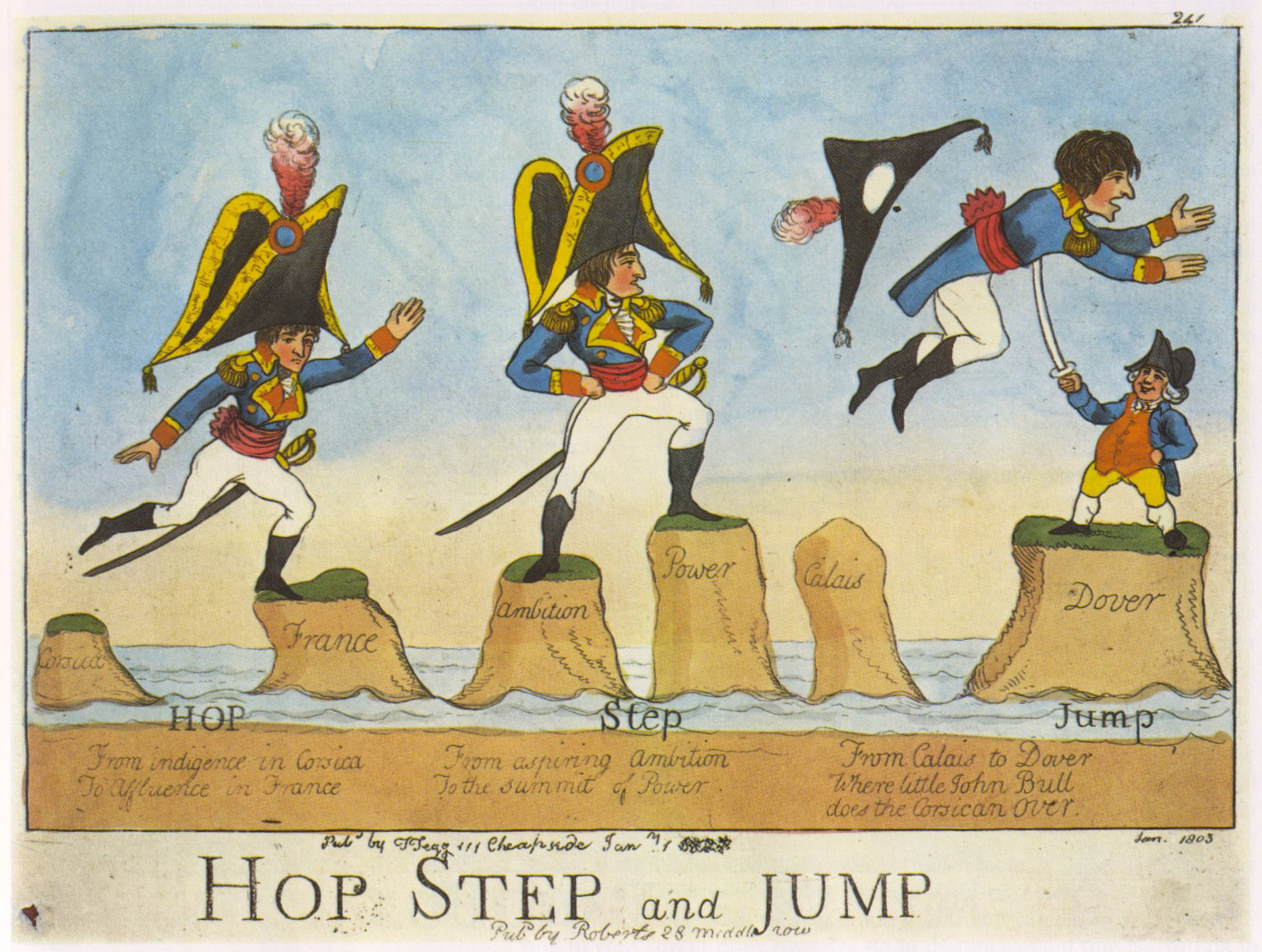
Джон Булль одолевает Наполеона